# Slightly Stoopid
Slightly Stoopid est un groupe américain de San Diego, Californie, décrivant leur musique comme « un mélange de rock acoustique et de blues avec du reggae, de hip-hop, et de punk »[réf. nécessaire]. le groupe a sorti huit albums au total (dont deux lives).  Les membres ont fait leur début grâce au groupe Sublime, et plus particulièrement grâce à Bradley Nowell qui les a reconnus et les a lancés sur son label Skunk Records alors que les membres de Slightly Stoopid était toujours étudiant au lycée. Leur dernier album Meanwhile...Back At The Lab est sorti le 30 juin 2015.

## Membres
- Miles Doughty - Guitare, Basse, Chant
- Kyle McDonald - Guitare, Basse, Chant
- Ryan Moran (RyMo) - Batterie
- Oguer (OG) Ocon - Congas, Percussion, Chant
- DeLa - Saxophone
- C-Money - Trompette, Synthétiseur

## Discographie
- Acoustic Roots: Live and Direct (2004)

- Slightly Not Stoned Enough To Eat Breakfast Yet Stoopid (EP) (2005)
- Winter Tour '05-'06 Live CD/DVD (2006)
- Chronchitis (2007)
- Slightly Not Stoned Enough To Eat Breakfast Yet Stoopid (2008)

### Bases de données et dictionnaires
- Site officiel
- Ressources relatives à la musique :   - AllMusic
  - Billboard
  - Discogs
  - Last.fm
  - MusicBrainz
  - Muziekweb
  - Rate Your Music
  - Rolling Stone
  - Songkick
- Notices d'autorité :   - VIAF
  - ISNI
  - LCCN
  - WorldCat